# Crist Rei (Riga)
L'Església de Crist Rei (en letó:  Kristus Karaļa Romas katoļu baznīca) és una església catòlica romana a la ciutat de Riga, capital de Letònia. L'església està situada al Passeig Meža, 86.
Originàriament va ser construïda entre 1935 i 1942, l'edificació de l'església es va veure interrompuda per la Segona Guerra Mundial. El temple va ser consagrat per l'Arquebisbe Metropolità Antonijs Springovičs el 26 d'abril 1943. Encara que part del pla arquitectònic original, la torre-campanar de l'església no es va acabar fins després de 2002.
Jānis Pujats va ser el rector entre els anys 1958-1959 i novament entre 1989 i 1991, sent nomenat després arquebisbe metropolità de Riga pel papa Joan Pau II. Jānis Bulis va exercir de rector entre 1984 i 1l 1989, sent nomenat, dos anys més tard, bisbe de Liepāja. Edvards Pavlovskis va ser a càrrec de la parròquia de Crist Rei entre 1999 i 2011, quan va ser nomenat bisbe de Jelgava pel papa Benet XVI.

## Referències

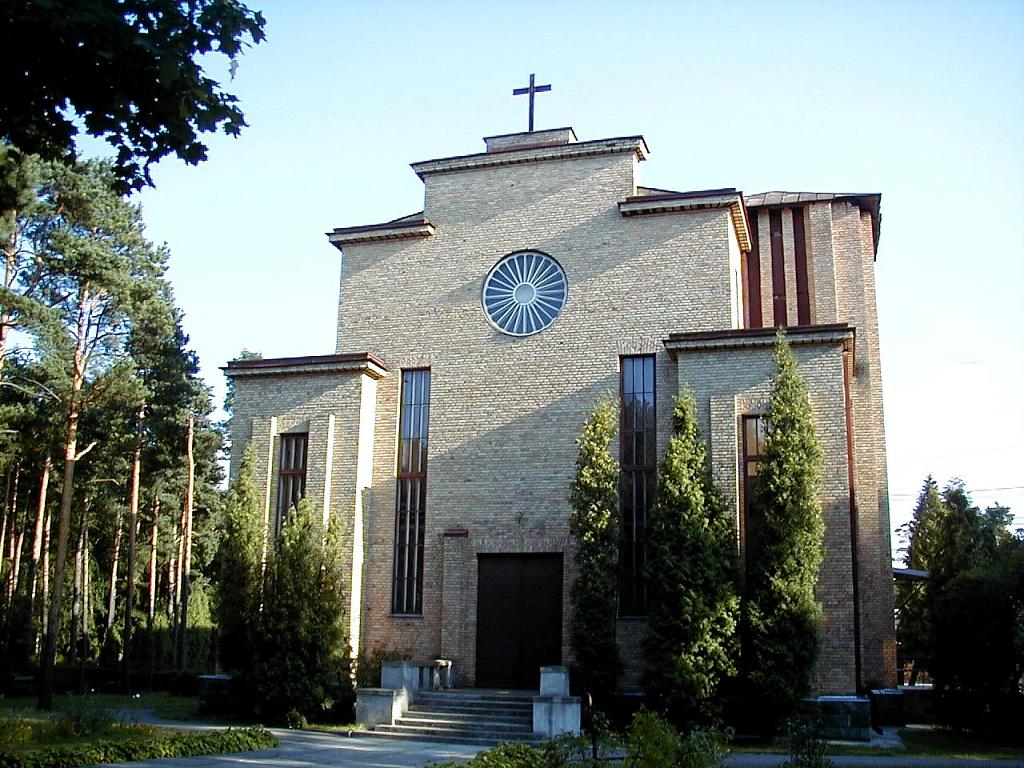
Vista del temple abans de la construcció del campanar